# Gracias por el chocolate
Gracias por el chocolate (en francés Merci pour le chocolat) es una película franco-suiza, dirigida por Claude Chabrol y estrenada en el año 2000.

## Argumento
Mika Muller, directora general de Chocolates Muller, es una mujer, bajo una apariencia encantadora y delicada, acostumbrada a controlar a todos los que están a su alrededor. Vive en Suiza con su marido, un prestigioso pianista llamado André Polonski, y con el hijo de este, Guillaume. La madre de Guillaume, Lisbeth, murió en un accidente de tráfico estando André y ella de paso por Suiza, en casa de Mika. Jeanne Pollet es una joven pianista que se está preparando para entrar en el Conservatorio de Budapest. 
Un día descubre que al nacer estuvo a punto de ser intercambiada en el hospital por Guillaume. En busca de sus orígenes y de un maestro, Jeanne decide visitar a André Polonski. Al principio la reciben con recelo, pero más tarde André se siente atraído por su vocación musical, que tanto echa en falta en su hijo, y accede a prepararla para el examen. Mika ve en Jeanne una amenaza a la estabilidad familiar.

## Reparto
- Isabelle Huppert como Marie-Claire 'Mika' Muller.
- Jacques Dutronc como André Polonski.
- Anna Mouglalis como Jeanne Pollet.
- Rodolphe Pauly como Guillaume Polonski.
- Brigitte Catillon como Louise Pollet.
- Michel Robin como Dufreigne.
- Mathieu Simonet como Axel.
- Lydia Andrei como Lisbeth.
- Véronique Alain como la Alcaldesa.
- Isolde Barth como Pauline.